# Pomozte
Pomozte (v anglickém originále Help Me) je dvacátá druhá a poslední epizoda z šesté řady amerického lékařského dramatu Dr. House. Epizoda získala dočkala kladné reakce kritiky.

## Děj
House dává Cuddyové knihu napsanou jejím pradědečkem jako dárek do nové domácnosti. Poté dorazí do budovy v centru města, kde se zhroutil jeřáb a způsobil tím hromadné neštěstí. House, Cuddyová a Housův tým v oblasti třídí raněné a poskytují první pomoc, dokud nenarazí na jeřábníka, který zdánlivě usnul, přestože byl předávkován kofeinem. House usuzuje, že operátor musel omdlet a pošle ho do nemocnice k diagnostice. Pokouší se jít s ním, ale Cuddyová ho zadržuje.
Během přestávky uslyší House zvuk podobný zvuku člověka, co bije na ocelovou trubku. Informuje o tom hasiče, ti se pokoušejí komunikovat s kýmkoli, kdo by mohl být uvězněn pod troskami, ale vzdají to poté, co nedostanou žádnou odpověď. House se rozhodne jít hledat sám za sebe a plazí se pod hromadu suti, dokud se nedostane do dutiny a nenajde uvězněnou ženu jménem Hanna.
Když House ošetřuje Hannu, zatímco čeká na posily, začíná telefonicky diagnostikovat jeřábníka a mluví s Cuddyovou, která mu odhalí, že se zasnoubila s Lucasem. House naznačuje, že jeřábník má mozkovou lézi a nařídí MRI. Situace se ještě zhoršuje, když hasič zjistí, že nosník, pod kterém je Hanna uvězněna je také pod horou suti, která by se mohla zhroutit. Její záchrana se tím posouvá o několik hodin, takže hasič navrhuje amputaci. To Hanna i House odmítají.
Jeřábník začne krvácet z očí během MRI a House se pokouší vrátit do nemocnice, aby ho diagnostikoval, ale po jeho odchodu Hanna utrpí panický záchvat. Uplynulo příliš mnoho času a Hanna je vážně ohrožena crush syndromem.
House se pak dostane do sporu s Cuddyovou. Ta tvrdí, že House odmítá amputaci, aby se postavil proti ní, kvůli zasnoubení s Lucasem, přičemž ji House nazývá ubohým narcistou. Cuddyová pak řekne Houseovi, aby pokračoval ve svém životě, a urazí ho dále tím, že mu řekne, že ona a i Wilson někoho mají a jediný, co zbývá sám, je House.
Hanna odmítá amputaci, ale House brzy dorazí. Pro Cuddyové překvapení House říká Hanně, že by si měla nohu nechat amputovat. Poté zodpoví dříve položenou otázku, vysvětlí co se stalo s jeho vlastní nohou a vypráví příběh o infarktu a jeho vlastního odmítnutí navrhované amputace.
House přinese na scénu elektrickou pilu a skalpel a vysvětluje, že jí nemůže podat anestezii, protože je to příliš riskantní, což ho nutí amputovat nohu při vědomí. Okamžitě je převezena do sanitky, která odjíždí do nemocnice. Při jízdě zpět House pokračuje v diagnostice přes telefon u jeřábníka a usuzuje, že má páteřní cystu. Hanna má najednou potíže s dýcháním. House si uvědomuje, že má tukovou embolii způsobenou amputací. Zemře ještě před příjezdem do nemocnice.
Pro House je to poslední kapka. Navzdory Foremanově podpoře to už nemůže vydržet. Zatímco Třináctka nechává v kanceláři žádost o dovolenou, House dorazí domů.
S bolestí nohy, různými zraněními, a při přemýšlení o Hannině smrti a dřívější poznámce od Cuddyové vytrhne ze zdi zrcadlo v koupelně a odhalí skrytou dutinu za ním, kde měl poslední skrýš Vicodinu. Svalí se na zem, otevře lahvičku a vytáhne dvě pilulky, protože si myslí, že Vicodin je jediný způsob, jak se cítit lépe. Když se chystá, že si je vezme, dorazí Cuddyová. Zjistí, že ukončila vztah s Lucasem, protože si uvědomila, že House opravdu miluje. Přesto, že má nového snoubence, je House jediné, na co dokáže myslet a nemohla by žít v klidu, aniž by věděla, zda by někdy mohli fungovat jako pár. House vstane a přejde k Cuddyové a pak se podělí o něžný polibek. House se zastaví a zeptá se, jestli to je halucinace a zjišťuje, jestli vzal Vicodin. Uvědomil si, že ho stále drží v ruce, pouští pilulky na podlahu. Oba se na sebe usmívají, opět se políbí a drží se za ruce.

## Produkce

### Natáčení
Tato epizoda byla natočena výhradně pomocí fotoaparátů Canon EOS 5D Mark II. Tyto digitální zrcadlovky jsou primárně určeny pro fotografie statických snímků, ale jsou jedny z prvních, které umožňují záznam videa ve vysokém rozlišení. To umožnilo produkčnímu týmu pracovat ve velmi těsných prostorech, s minimálním osvětlením, a také nabídnout velmi malou hloubku ostrosti. Původní plány obsahovaly pouze některé scény, které se měly točit na fotoaparáty, ale nakonec byly pro celou epizodu použity fotoaparáty Canon 5D. Po úspěšném použití kamer pro scény v epizodě Uzavření kameraman Gale Tattersall přesvědčil producenty, aby pomocí těchto kamer natočili celou epizodu. Epizoda byla natočena pomocí široké škály čoček, zapůjčených společností Canon.